# Arrivillaga
Arrivillaga es una localidad uruguaya del departamento de Colonia.

## Ubicación
La localidad se encuentra situada en la zona sur del departamento de Colonia, sobre camino que une Juan Lacaze con el balneario Artilleros, al este del arroyo Sauce y próximo a la ciudad de Juan Lacaze.

## Población
Según el censo del año 2011 la localidad contaba con una población de 112 habitantes.
| 51            | 76 | 112 |
| (Fuente: INE) |    |     |